# ريان شرقي
ماتيس ريان شرقي (بالفرنسية: Mathis Rayan Cherki) هو لاعب كرة قدم فرنسي في مركز الهجوم ولد في يوم 17 أغسطس 2003 في مدينة ليون لأب فرنسي ذو أصول إيطالية وأم جزائرية الأصل. يلعب حالياً مع نادي مانشستر سيتي في الدوري الإنجليزي الممتاز، ويلعب أيضاً مع منتخب فرنسا لكرة القدم.